# Huerta de Valdecarábanos
Huerta de Valdecarábanos es un municipio español de la provincia de Toledo, en la comunidad autónoma de Castilla-La Mancha. Tiene una población de 1771 habitantes (INE 2024).

## Toponimia
El término "Huerta de Valdecarábanos" es un topónimo compuesto de Huerta, que deriva del latín HORTVS 'jardín, huerto', y de Valdecarábanos. Este segundo término es un nombre compuesto de val, apócope latino de valle, con la preposición de y la palabra Carábanos que posee la raíz karav-. Tal raíz es prerromana y se debe emparentar con la base kar, 'piedra'

## Geografía
El municipio se encuentra situado «á la falda S. de una sierra» en la comarca de la Mesa de Ocaña. Linda con los términos municipales de Yepes, Ocaña y Cabañas de Yepes al norte, Dosbarrios al este, La Guardia, Villanueva de Bogas y Mora al sur, y Villamuelas y Villasequilla al oeste.

## Historia
Tras la reconquista, en 1154 Alfonso VII, concedió a los mozárabes malagueños algunos terrenos en Valdecarábanos para su repoblación. Entregado el territorio a la Orden de Calatrava, a finales del siglo XII; sus Caballeros levantan, sobre dominante cerro, donde probablemente existía una obra musulmana, el Castillo de la Huerta que duraría hasta el siglo XVIII. 
Carlos I de España, vendió la población en el siglo XVI a don Álvaro de Loaysa, un noble de Talavera.
A mediados del siglo XIX, la villa tenía contabilizada una población de 2005 habitantes. Aparece descrita en el noveno volumen del Diccionario geográfico-estadístico-histórico de España y sus posesiones de Ultramar de Pascual Madoz de la siguiente manera:

HUERTA DE VALDECARÁBANOS: v. con ayunt. en la prov. y dióc. de Toledo (6 leg.), part. jud. de Ocaña (2), aud. terr. de Madrid (10), c. g. de Castilla la Nueva: sit. á la falda S. de una sierra, goza de clima templado, reinan los vientos E. ó solanos, y se padecen tabardillos y tercianas: tiene 500 casas, con la de ayunt. y cárcel; escuela de niños dotada con 1,400 rs. de los fondos públicos, á la que asisten 100; otra de niñas sin dotacion en la que se educan 80; igl. parr. dedicada á San Nicolas de Bari, con curato de entrada y provision ordinaria; en los afueras, una ermita dedicada á Ntra. Sra. del Rosario con el titulo de los Pastores, construida hacia la mitad de la sierra y en lo mas alto de la misma un cast. arruinado; se surte de aguas potables en una fuente camino de Ocaña, de aguas gredosas. Confina el térm. por N. con el de Yepes; E. Villasequilla; S. La Guardia y Mora; O. Dos-Barrios; estendiéndose en su mayor amplitud 1 1/2 leg. y comprende 13,000 fan. roturadas y algunas viñas y olivares: el terreno es quebrado, sin monte con mucha parte de regadío, el cual es de un valor considerable; solo hay un arroyo que nace en un valle que va á Dos-Barrios: los caminos son vecinales: el correo se recibe en Ocaña por balijero 3 veces á la semana. prod.: trigo, cebada, cáñamo, uva y aceite; se mantiene ganado lanar, y el necesario para las labores. ind. y comercio: arrieria y la venta del cáñamo. pobl.: 530 vec., 2,005 alm. cap. prod.: 2.924,237 rs. imp.: 75,606. contr.: segun el cálculo oficial de la prov. 74'48 por 100 de esta riqueza. presupuesto municipal: 18,000 del que se pagan 4,400 al secretario por su dotacion y se cubre con el producto de los propios que consisten en la renta de fiel almotacen, subasta de las aguas del comun, arriendo de los pastos de un prado llamado la Veguilla, y de una tierra de labor.
(Madoz, 1847, p. 296)

## Demografía
Cuenta con una población de 1771 habitantes (INE 2024).
| Gráfica de evolución demográfica de Huerta de Valdecarábanos entre 1842 y 2021                                        |
| |
| Población de derecho según los censos de población del INE. Población de hecho según los censos de población del INE. |

| 1715                      | 1683 | 1685 | 1661 | 1684 | 1708 | 1719 | 1724 | 1763 | 1784 |
| (Fuente: INE [Consultar]) |      |      |      |      |      |      |      |      |      |

NOTA: La cifra de 1996 está referida a 1 de mayo y el resto a 1 de enero.

## Administración
| Periodo   | Nombre                               | Partido   |
| --------- | ------------------------------------ | --------- |
| 1979-1983 | Vicente López Adán                   | AP/PDP/UL |
| 1983-1987 | Benito Adán García                   | AP/PDP/UL |
| 1987-1991 | Miguel Martín Valero                 | PSOE      |
| 1991-1995 | Miguel Martín Valero                 | PSOE      |
| 1995-1999 | Miguel Martín Valero                 | PSOE      |
| 1999-2003 | Miguel Martín Valero                 | PSOE      |
| 2003-2007 | Miguel Martín Valero                 | PSOE      |
| 2007-2011 | Pedro Miguel García del Rincón Luján | PP        |
| 2011-2015 | Pedro Miguel García del Rincón Luján | PP        |
| 2015-2019 | Pedro Miguel García del Rincón Luján | PP        |
| 2019-2023 | Julio L. Galiano Villafuertes        | PP        |
| 2023-act. | Julio L. Galiano Villafuertes        | PP        |

## Patrimonio

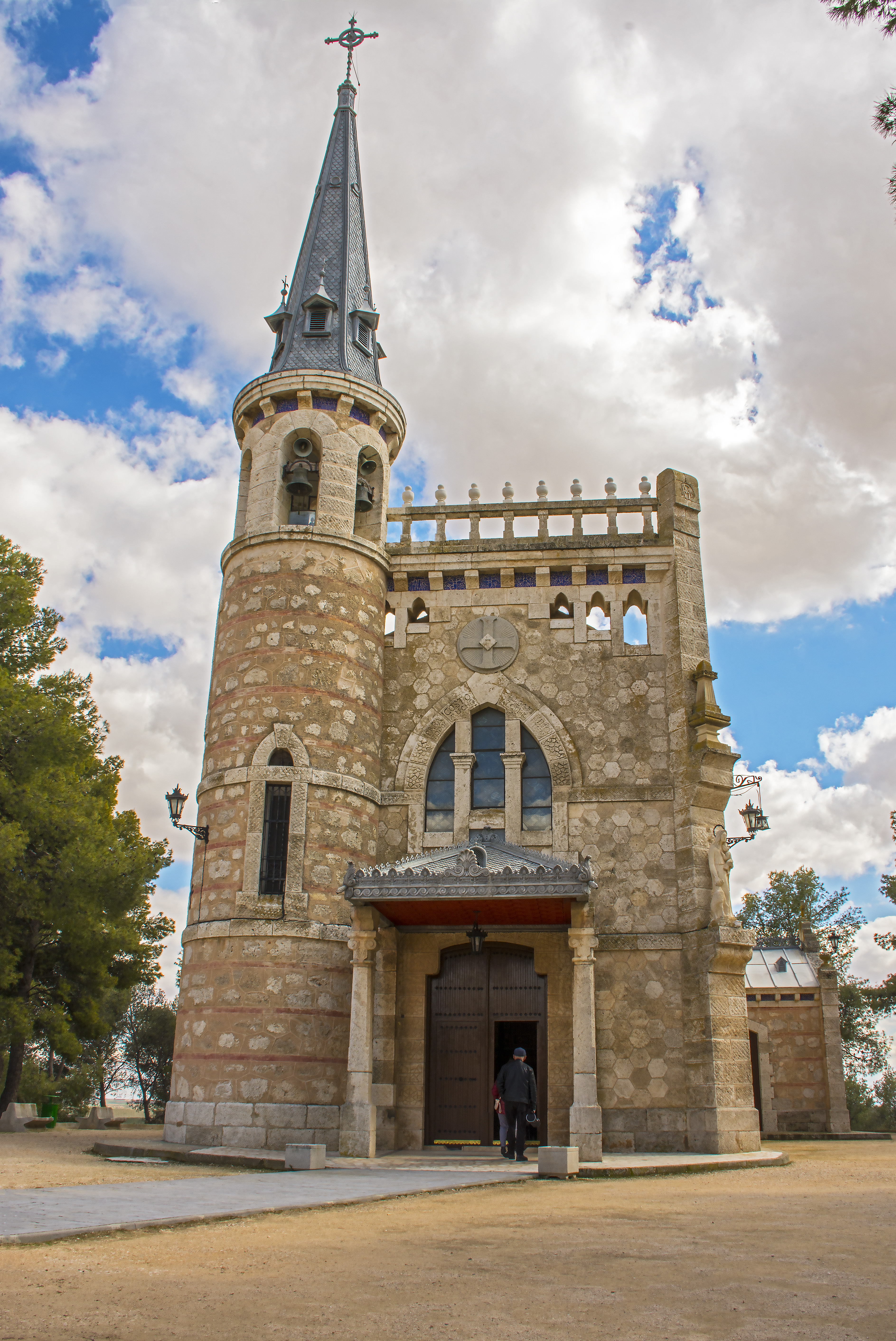
Ermita de la Virgen del Rosario de Pastores

- Castillo de la Huerta: Fue construido a finales del siglo XII por la Orden de Calatrava, quienes conservaron bien el castillo hasta 1538 en que el regidor talaverano Álvaro de Loaysa compró la Encomienda de Huerta, desmantelando el edificio, que en 1575 ya estaba casi abandonado. En el siglo XVIII se le describe como sin puertas, madera ni techo y sin rejas. Su planta es de forma hexagonal y muy alargada (60 x 15 m) conforme al cerro donde se asienta, y con extremos en curva. Tuvo dos recintos exteriores al principal y un foso, y quedan indicios en su centro de un aljibe, o quizá la entrada a un subterráneo, no explorado. Se encuentra en estado de ruina avanzada. Fue vendido y abandonado del todo a finales del siglo XIX, y parte de sus piedras fueron llevadas a Huerta de Valdecarábanos para construir el cementerio municipal.
- Ermita de la Virgen del Rosario de Pastores: de estilo modernista, construida por Jesús Carrasco-Muñoz y Encina (España, 1869-1957) en 1910.

## Fiestas
- 15 de mayo: San Isidro.
- Último fin de semana de mayo: día de las Puras.
- Último fin de semana de agosto: Virgen del Rosario de Pastores.
- 6 de diciembre: San Nicolás de Bari